# Список послов СССР и России в Намибии
В статье представлен список послов СССР и России в Намибии.
- 21 марта 1990 года — установлены дипломатические отношения на уровне посольств.

## Список послов
| Срок полномочий                   | Посол                       | Годы жизни | Вручение верительных грамот |
| --------------------------------- | --------------------------- | ---------- | --------------------------- |
| СССР                              |                             |            |                             |
| 15 августа 1990 — 25 декабря 1991 | Андрей Юрьевич Урнов        | род. 1937  |                             |
| Российская Федерация              |                             |            |                             |
| 25 декабря 1991 — 5 июля 1994     | Андрей Юрьевич Урнов        | род. 1937  |                             |
| 5 июля 1994 — 11 ноября 1998      | Бахтиер Маруфович Хакимов   | род. 1950  |                             |
| 11 ноября 1998 — 20 августа 2003  | Вячеслав Дмитриевич Шумский | род. 1950  |                             |
| 20 августа 2003 — 23 декабря 2009 | Николай Михайлович Грибков  | род. 1948  |                             |
| 23 декабря 2009 — 24 июля 2017    | Александр Николаевич Худин  | род. 1950  |                             |
| 24 июля 2017 — 19 августа 2022    | Валерий Иванович Уткин      | род. 1955  | 9 ноября 2017               |
| 19 августа 2022 — настоящее время | Дмитрий Анатольевич Лобач   | род. 1958  | 19 июля 2023                |